# Correttore di bozze
Il correttore di bozze è lo specialista o la persona qualificata che professionalmente effettua la lettura delle bozze di un testo destinato alla stampa, in modo da trovare e correggere eventuali errori tipografici. Normalmente le bozze sono corrette dall'autore insieme con il curatore editoriale.

## La correzione di bozze in editoria
In editoria, una bozza è la prova di stampa di un testo originale. Viene stampata su un solo lato della pagina, con larghi margini per le eventuali correzioni dei refusi e di altri errori di composizione. 

Il correttore di bozze confronta il testo originale con la prova di stampa ed evidenzia gli errori presenti in quest'ultima mediante segni convenzionali aggiunti a margine. Gli errori oggetto della correzione non riguardano solo i refusi di scrittura, ma comprendono anche l'aspetto tipografico propriamente detto, vale a dire: righe rientranti, corsivi, maiuscoletti, uso del neretto e ogni altra indicazione atta a dare un aspetto editoriale al testo.

Dopo il vaglio dell'autore, la bozza è poi restituita alla tipografia, che corregge gli errori segnalati. 

## Il correttore di bozze in biologia
Per analogia, in ambito biologico si indica come "correzione di bozze" (proofreading) la capacità di autocorrezione dimostrata da alcuni processi biologici, come la duplicazione del DNA o la sintesi proteica.